# Beresinalied
Das Beresinalied, ursprünglich unter seinen Anfangsworten Unser Leben gleicht der Reise bekannt, ist ein bekanntes Volkslied nach dem Gedicht Die Nachtreise von Ludwig Giseke. Die heute allgemein bekannte Melodie komponierte 1823 der Erfurter Organist und Musikdirektor Johann Immanuel Müller (1774–1839). Ihr Beginn ist stark an die Arie „Du musst glauben, du musst hoffen“ aus der Kantate Mein Gott, wie lang, ach lange? (BWV 155) von Johann Sebastian Bach angelehnt; ein direkter Bezug konnte bisher jedoch historisch nicht belegt werden. Zwei weitere Melodien, u. a. jene des Namensgebers Thomas Legler und eine weitere von Friedrich Wilke (1769–1848), sind verschollen.
Das Lied wurde bekannt durch die Schlacht an der Beresina im Rahmen des Rückzugs der napoleonischen Truppen aus Russland 1812, mit der es seither namensmäßig untrennbar verbunden ist. Es wird berichtet, dass der Schweizer Oberleutnant Thomas Legler das Lied oft während des Feldzugs vor seinen Kameraden sang, so auch – auf Wunsch seines Kommandanten, Hauptmann Franz Blattmann – am Morgen des 28. November 1812. Das Lied mit seiner wehmütigen Melodie „drang [...] tief in die Seele“ der zuhörenden Schweizer Soldaten, wie ein anderer Offizier, David Zimmerli, später berichtete. Es wurde für die meisten von ihnen ihr Todeslied; denn wenig später griffen die zahlenmäßig weit überlegenen Truppen Tschitschakows an, wobei die Schweizer in aufopferungsvollem Kampf den weiteren Rückzug über die Beresina deckten und dabei größtenteils aufgerieben wurden. Auch Hauptmann Blattmann war unter den Gefallenen.  
In der Folgezeit wurde das Geschehen an der Beresina durch Otto von Greyerz und Gonzague de Reynold bekanntgemacht und damit zu einem Symbol für die Aufopferung von schweizerischen Soldaten in fremden Kriegsdiensten (Reisläufer).  

## Text
Unser Leben gleicht der Reise
eines Wandrers in der Nacht.
Jeder hat in seinem Gleise,
etwas, das ihm Kummer macht.

Aber unerwartet schwindet
vor uns Nacht und Dunkelheit,
und der Schwerbedrückte findet
Linderung in seinem Leid.

Mutig, mutig, liebe Brüder,
gebt das bange Sorgen auf:
Morgen steigt die Sonne wieder
freundlich an dem Himmel auf.

Darum laßt uns weitergehen,
weichet nicht verzagt zurück!
Dort in jenen fernen Höhen
wartet unser noch ein Glück.